# Wohratal
Wohratal är en kommun i Landkreis Marburg-Biedenkopf i Regierungsbezirk Gießen i förbundslandet Hessen i Tyskland. Kommunen bildades 1 juli 1970 genom en sammanslagning av de tidigare kommunerna  Halsdorf och Wohra. Kommunerna Hertingshausen och Langendorf  uppgick i den nya kommuenen 1 februari 1971.